# UMSDOS
UMSDOS is een bestandssysteem voor de Linuxkernel dat de eigenschappen van een traditioneel Unix-bestandssysteem aan een FAT-volume toevoegt.
FAT-volumes, zoals gebruikt bij DOS, Microsoft Windows of USB-sticks, hebben deze eigenschappen niet. 

## Werking
UMSDOS legt een masker over het gebruikte bestandssysteem waarin de Unix-bestandseigenschappen afgehandeld worden. Deze Unix-eigenschappen voor bestanden, zoals mode en eigenaar, worden opgeslagen in een speciaal bestand genoemd --linux-.---.

## Geschiedenis
Het UMSDOS-project werd in 1992 gestart door Jacques Gelinas en werd in januari 1994 op het internet gepubliceerd als een patch voor de Linuxkernel. Het werd vanaf de Linuxkernel 1.1.36 in de kernel opgenomen als standaard onderdeel.
UMSDOS werd bij de Linux 2.6.11 verwijderd wegens gebrek aan onderhoud. De ontwikkeling van UVFAT, een UMSDOS-variant met ondersteuning voor FAT32 werd al beëindigd voordat deze in de Linuxkernel opgenomen kon worden.

## Gebruik
Door toepassing van UMSDOS is het mogelijk om een Linuxdistributie naast een DOS- of Windowsinstallatie te gebruiken zonder dat de harde schijf opnieuw gepartitioneerd hoeft te worden.
De meest bekende toepassing van UMSDOS was in de variant op Slackware-distributie: Zipslack dankt zijn naam aan het feit dat de hele distributie op één zipdisk past.